# Jatropha macrorhiza
Jatropha macrorhiza är en törelväxtart som beskrevs av George Bentham. Jatropha macrorhiza ingår i släktet Jatropha och familjen törelväxter.

## Underarter
Arten delas in i följande underarter:
- J. m. macrorhiza
- J. m. septemfida

## Bildgalleri

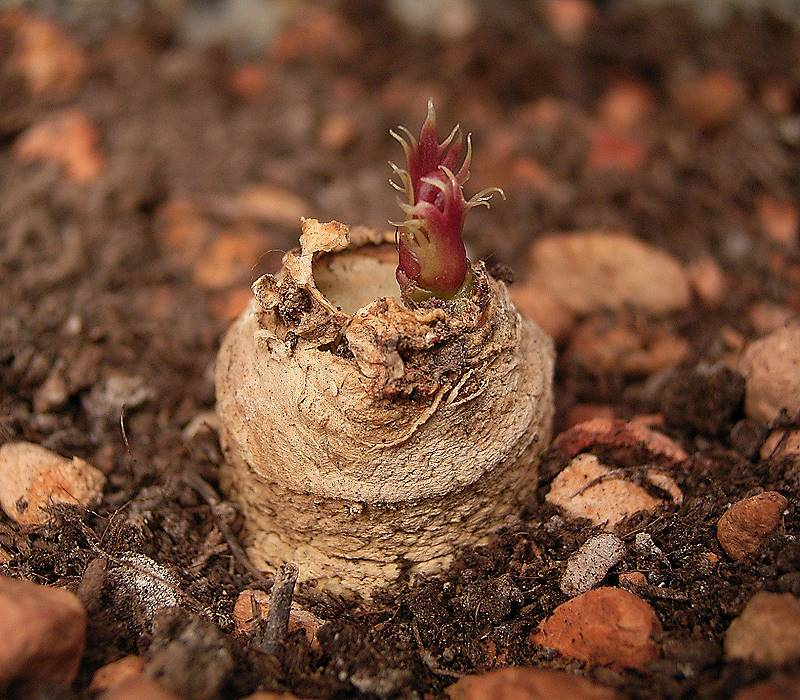